# Harpullia arborea
Harpullia arborea är en kinesträdsväxtart som först beskrevs av Francisco Manuel Blanco, och fick sitt nu gällande namn av Ludwig Radlkofer. Harpullia arborea ingår i släktet Harpullia och familjen kinesträdsväxter. Inga underarter finns listade i Catalogue of Life.